# Comuna Tori, Mali
Tori este o comună (unitate administrativ-teritorială de gradul III) în Mali. Este o subdiviziune a  districtului Bankass din regiunea Mopti. În 2009 avea 18.015 locuitori. Reședința comunei este orașul omonim.